# Dermot Keaney
Dermot Keaney (* 28. August 1964 in Surrey, England) ist ein britischer Schauspieler.

## Werdegang
Dermot Keaney ist seit 1994 als Schauspieler, sowohl in Film als auch Fernsehen, aktiv. Er war u. a. im zweiten und dritten Teil der Filmreihe Pirates of the Caribbean als Maccus, dem Ersten Maat aus Davy Jones’ Crew zu sehen. Zu seinen Auftritten in Fernsehserien gehören u. a. Ivanhoe, Die Borgias oder Game of Thrones.
Keaney ist bekennender Fan der irischen Rugby-Nationalmannschaft.

## Filmografie (Auswahl)
- 1994: King George – Ein Königreich für mehr Verstand (The Madness of King George)
- 1994–1997: The Bill (Fernsehserie, 2 Episoden)
- 1995: Eleven Men Against Eleven (Fernsehfilm)
- 1996: Pie in the Sky (Fernsehserie, Episode: 4x06)
- 1997: Ivanhoe (Fernsehserie, 3 Episoden)
- 1998: Owd Bob
- 1999: Die Schatzinsel (Treasure Island)
- 2000: Swing
- 2001: Beast (Fernsehserie, 2x06)
- 2002: EastEnders (Fernsehserie, 2 Episoden)
- 2003: Mile High (Fernsehserie, 1x13)
- 2003: Strange (Fernsehserie, Episode: 1x02)
- 2004: Gladiatress
- 2006: Vögel des Himmels (Les Oiseaux du ciel)
- 2006: Pirates of the Caribbean – Fluch der Karibik 2 (Pirates of the Caribbean: Dead Man’s Chest)
- 2007: Pirates of the Caribbean – Am Ende der Welt (Pirates of the Caribbean: At World’s End)
- 2010: Centurion
- 2011: Game of Thrones (Fernsehserie, Episode 1x01)
- 2012: Die Borgias (Fernsehserie, Episode 2x04)
- 2012: Kommissar Wallander: Vor dem Frost
- 2013: Fedz
- 2013: Atlantis (Fernsehserie, Episode: 1x11)
- 2014: The Red Tent (Miniserie, Episode: 1x01)
- 2016: David Brent: Life on the Road
- 2020: Cursed – Die Auserwählte (Cursed, Fernsehserie, Episode 1x03)
- 2022: The Chelsea Detective (Fernsehserie, 1 Episode)